# Puccinia exornata
Puccinia exornata ist eine Ständerpilzart aus der Ordnung der Rostpilze (Pucciniales). Der Pilz ist ein Endoparasit des Korbblütlers Baccharis thesioides. Symptome des Befalls durch die Art sind Rostflecken und Pusteln auf den Blattoberflächen der Wirtspflanzen. Sie ist in weiten Teilen Süd- und Mittelamerikas verbreitet.

## Merkmale

### Makroskopische Merkmale
Puccinia exornata ist mit bloßem Auge nur anhand der auf der Oberfläche des Wirtes hervortretenden Sporenlager zu erkennen. Sie wachsen in Nestern, die als gelbliche bis braune Flecken und Pusteln auf den Blattoberflächen erscheinen.

### Mikroskopische Merkmale
Das Myzel von Puccinia exornata wächst wie bei allen Puccinia-Arten interzellulär und bildet Saugfäden, die in das Speichergewebe des Wirtes wachsen. Ihre Spermogonien wachsen in kleinen Gruppen beidseitig auf den Wirtsblättern. Die blattunterseitig wachsenden Aecien der Art sind hellorange. Sie besitzen 27–32 × 24–27 µm große, eiförmige bis ellipsoide und hyaline Aeciosporen mit runzliger Oberfläche. Die blattunterseitig wachsenden Uredien des Pilzes sind leuchtend gelb. Ihre goldenen bis zimtbraunen Uredosporen sind 26–34 × 21–24 µm groß, eiförmig bis breitellipsoid und stachelwarzig. Die blattunterseitig wachsenden Telien der Art sind zimtbraun, kompakt und unbedeckt. Die hell goldbraunen Teliosporen sind zweizellig, in der Regel langellipsoid und 44–55 × 20–26 µm groß. Ihre Stiele sind farblos und bis zu 90 µm lang.

## Verbreitung
Das bekannte Verbreitungsgebiet von Puccinia exornata reicht von Südamerika bis ins südliche Mexiko.

## Ökologie
Die Wirtspflanze von Puccinia exornata ist Baccharis thesioides. Der Pilz ernährt sich von den im Speichergewebe der Pflanzen vorhandenen Nährstoffen, seine Sporenlager brechen später durch die Blattoberfläche und setzen Sporen frei. Die Art durchläuft einen Entwicklungszyklus mit Spermogonien, Aecien, Telien und Uredien.